# Domenica (film 2018)
Domenica (Come Sunday) è un film del 2018 diretto da Joshua Marston.
Il film è stato presentato in anteprima mondiale al Sundance Film Festival il 21 gennaio 2018 ed è stato distribuito negli Stati Uniti il 13 aprile 2018 da Netflix.

## Trama
Il reverendo Carlton Pearson, brillante oratore e conduttore televisivo con milioni di seguaci, ogni domenica predica il vangelo nella sua interpretazione più fondamentalista a seimila fedeli della sua chiesa. È l'orgoglio e la gioia del suo padre spirituale, Oral Roberts. Un giorno, scosso dal suicidio di uno zio e sconvolto dai resoconti del genocidio ruandese, Pearson riceve un'illuminazione. Per lui cambia radicalmente il suo approccio con la dottrina ecclesiastica: Dio ama tutti; tutti sono già salvati, siano essi cristiani o meno; e non c'è l'inferno. Ma queste sono idee eretiche per la Chiesa, dato che violano le sacre dottrine, ed è per questo motivo che Pearson si scontra con il clero e parte della sua comunità.

## Produzione
Nel luglio 2010 è stato annunciato che Marc Forster avrebbe prodotto e diretto il film, con James D. Stern cheavrebbe prodotto il film con Endgame Entertainment. Nel maggio 2014 è stato annunciato che Robert Redford e Jeffrey Wright erano stati inclusi nel film, mentre Jonathan Demme avrebbe diretto il film, con Forster nel ruolo del produttore. A luglio 2016 è stato annunciato che Joshua Marston avrebbe diretto il film, con Chiwetel Ejiofor che si era unita al cast e Netflix che si sarebbe occupata di distribuire il film. Nel settembre 2016 Danny Glover si è unito al cast. Nel dicembre 2016, Condola Rashad, Lakeith Stanfield e Martin Sheen si sono uniti al cast, con Sheen in sostituzione di Redford.  Nel gennaio 2017 Stacey Sargeant si è unita al cast.

### Riprese
Le riprese principali sono iniziate a gennaio 2017.

## Accoglienza

### Critica
Nel sito web di aggregazione di recensioni Rotten Tomatoes, il film ha una valutazione positiva del 66% basata su 29 recensioni e una valutazione media di 5,7/10. Su Metacritic, il film ha un punteggio medio ponderato di 65 su 100, basato su 14 critiche, che indica "recensioni generalmente favorevoli".